# Festival de los 3 Continentes
El Festival de los Tres Continentes o Festival de los 3 Continentes (en francés: Festival des 3 Continents) es un evento anual que se celebra en la ciudad de Nantes, Francia, desde 1979. Está dedicado al cine de 3 continentes o subcontinentes. Asia, África y América latina y fue fundado por Philippe y Alain Jalladeau. El primer premio del festival es el Montgolfière de oro. 

## Ganadores del premio Montgolfière de oro
| Año  | Película                           | Director               | País                  |
| ---- | ---------------------------------- | ---------------------- | --------------------- |
| 1979 | Baara                              | Souleymane Cissé       | Malí                  |
| 1980 | Chafika et Metwal                  | Aly Badrakhan          | Egipto                |
| 1981 | They Don't Wear Black Tie          | Leon Hirszman          | Brasil                |
| 1981 | Plae Kao                           | Cherd Songsri          | Tailandia             |
| 1982 | My Son, My Precious                | Aribam Syam Sharma     | India                 |
| 1983 | Angela Markado                     | Lino Brocka            | Filipinas             |
| 1984 | The Wanderers                      | Nacer Khemir           | Túnez                 |
| 1984 | The Boys from Fengkuei             | Hou Hsiao-Hsien        | Taiwán                |
| 1985 | The Runner                         | Amir Naderi            | Irán                  |
| 1985 | A Summer at Grandpa's              | Hou Hsiao-Hsien        | Taiwán                |
| 1986 | In the Wild Mountains              | Yan Xueshu             | China                 |
| 1987 | Motherland Hotel                   | Ömer Kavur             | Turquía               |
| 1988 | Rouge                              | Stanley Kwan           | Hong Kong             |
| 1989 | Water, Wind, Dust                  | Amir Naderi            | Irán                  |
| 1990 | Untamagiru                         | Gō Takamine            | Japón                 |
| 1991 | Five Girls and a Rope              | Yeh Hung-wei           | Taiwán                |
| 1992 | Bloody Morning                     | Li Shaohong            | China                 |
| 1993 | For Fun                            | Ning Ying              | China                 |
| 1994 | Dos crímenes                       | Roberto Sneider        | México                |
| 1995 | Sender Unknown                     | Carlos Carrera         | México                |
| 1996 | A True Story                       | Abolfazl Jalili        | Irán                  |
| 1997 | Made in Hong Kong                  | Fruit Chan             | Hong Kong             |
| 1998 | Afterlife                          | Hirokazu Koreeda       | Japón                 |
| 1998 | Xiao Wu                            | Jia Zhangke            | China                 |
| 1999 | Luna Papa                          | Bakhtyar Khudojnazarov | Tayikistán            |
| 2000 | Platform                           | Jia Zhangke            | China                 |
| 2001 | Delbaran                           | Abolfazl Jalili        | Irán                  |
| 2002 | My Brother Silk Road               | Marat Sarulu           | Kirguistán/Kazajistán |
| 2003 | Siete días siete noches            | Joel Cano              | Cuba                  |
| 2004 | Day and Night                      | Wang Chao              | China                 |
| 2005 | Angel's Fall                       | Semih Kaplanoğlu       | Grecia/Turquía        |
| 2006 | A Few Kilos of Dates for a Funeral | Saman Salur            | Irán                  |
| 2008 | Parque vía                         | Enrique Rivero         | México                |
| 2014 | Hill of Freedom                    | Hong Sang-soo          | Corea del Sur         |
| 2015 | Kaili Blues                        | Bi Gan                 | China                 |
| 2016 | In the last days of the city       | Tamer El Said          | Corea del Sur         |
| 2017 | Taming the Horse                   | Tao Gu                 | China                 |
| 2018 | Memories of My Body                | Garin Nugroho          | Indonesia             |
| 2019 | El huevo del dinosaurio            | Wang Quan'an           | China                 |

## Leer más
- Asia linterna mágica,[2]
- Festival de los Tres Continentes[3]
- Ain't It Cool,[4] "Euro-AICN: Festival des 3 Continents en Nantes; PrisonFish; Velocidad de la Luz; Bonos; la Vergüenza'sPhotos; Pinocho; StarWars"
- Alma Latidos De África, "3 Continentes En El Festival De Cine De África, Asia, América Latina"
- La Astucia de Canarias,[5] "Festival Internacional de Teatro de Tres Continentes".